# サルヴァドール市街地コース
サルヴァドール市街地コース（Circuito de rua de Salvador）は、ブラジルのバイーア州州都サルヴァドール市街にレース中のみ設けられるレース用の特設サーキットである。別名アイルトン・セナサーキット。

## 概要
ペドロ・ディニスにより、2005年に国内レースイベントであるルノー・スピードショウが催され、フォーミュラ・ルノー、クリオ・カップが開催された。
コース全長は2,600メートルと短く、直角に曲がるカーブを多用したコースレイアウトとなっている。市内中心部、サルヴァドール市庁舎周辺の一角を使用し、コース脇にラセルダエレベーター、コンセイソン聖母教会といった観光名所がそびえる形となる。